# Bajan (accordeon)
Een bajan is een Russische variant van de knopaccordeon, hij werkt net als deze volgens het principe van de doorslaande tong.  Uiterlijk verschilt de bajan niet zo veel van de knopaccordeon, het verschil zit in het binnenwerk.
De bajan verschilt van de westerse chromatische knopaccordeon in de volgende details:
- het knoppenklavier van de melodiekant is in het midden van de kast gemonteerd;
- de tongen zijn breder en meer rechthoekig;
- de tongen zijn in grote groepen vastgehecht aan een plaat;
- de platen zijn vastgeschroefd aan het tongenblok;
- soms ook kwintregister (soms ook bij accordeon);
- de inwendige verschillen, onder andere de samenstelling van het metaal, geven de bajan een andere klankkleur dan westerse instrumenten en de bassen zijn doorgaans met een octaaf lager register uitgevoerd.

De bajan heeft net als de accordeon soms een kwintregister.
Door het bereik en puurheid van de klank wordt het instrument vaak gekozen door accordeonvirtuozen. 
Bekende bajanisten zijn Sofia Gubaidulina en Yuri Shishkin. Belangrijke componisten voor bajan zijn Peter Machajdík, Vladislav Zolotarjov en Sofia Gubaidulina